# サンフォード・ロビンソン・ギフォード
サンフォード・ロビンソン・ギフォード（Sanford Robinson Gifford、1823年7月10日 - 1880年8月29日）は、アメリカ合衆国の画家である。 「ハドソン・リバー派」の画家の一人に数えられる。

## 略歴
ニューヨーク州サラトガ郡のグリーンフィールド(Greenfield)で鉄工師の息子に生まれ、幼少期はコロンビア郡のハドソン(Hudson)で育った。1842年から1844年までロードアイランド州のブラウン大学で学ぶが、1845年にニューヨークに移り、イギリス生まれの画家、ジョン・ルーベンス・スミス(John Rubens Smith: 1775-1849)に美術を学び、ナショナル・アカデミー・オブ・デザインでも学び、ニューヨークの医学校で解剖学も学ぶなど主に肖像画家としての教育を受けた 。
1846年の夏、ニューヨーク州のキャッツキル山地やバークシャー地方の山地を旅し風景画を描くようになり、1847年にナショナル・アカデミーの展覧会に最初に出展した作品は風景画であった。その後は風景画家として活躍し、1851年にナショナル・アカデミーの準会員に選ばれ、1854年に正会員に選ばれた。
1848年にニューヨークの美術愛好家の団体（American Art-Union）の展示会に8点の作品が展示された。1855年から1857年の間、初めてヨーロッパを旅し、イギリスでは名所を訪れ、ロンドンの美術館でジョン・コンスタブルやJ.W.C.ターナーの風景画作品を研究し、フランスではジャン＝フランソワ・ミレーの作品を研究し、その後ワージントン・ウィットレッジ(1820-1910)とアルバート・ビアスタット(1830-1902)とローマも訪れた。
1857年末にアメリカに帰国すると多くの「ハドソン・リバー派」の画家たちもスタジオを設けたニューヨークのTenth Street Studio Buildingにスタジオを開き、亡くなるまでこのスタジオを所有した。その後の数年間はキャッツキル山地への旅行を何度も行い、代表作とされる作品はこの時期に描いた。
1861年に南北戦争が始まるとニューヨーク州兵の連隊に参加し、軍の野営地を描いた作品も描いた 。
1868年6月から1869年秋までの間、イタリアを再び訪ずれ、ギリシャと中東も訪れた。帰国後、ワーシントン・ウィットリッジとジョン・フレデリック・ケンセットとともにコロラド州を訪れ、ロッキー山脈への写生旅行を行った。1874年にはアラスカからカリフォルニアまでの太平洋の海岸を旅した。
1880年8月にニューヨークで亡くなった。その秋メトロポリタン美術館が160点の作品を集めた回顧展を開催した。

## 作品

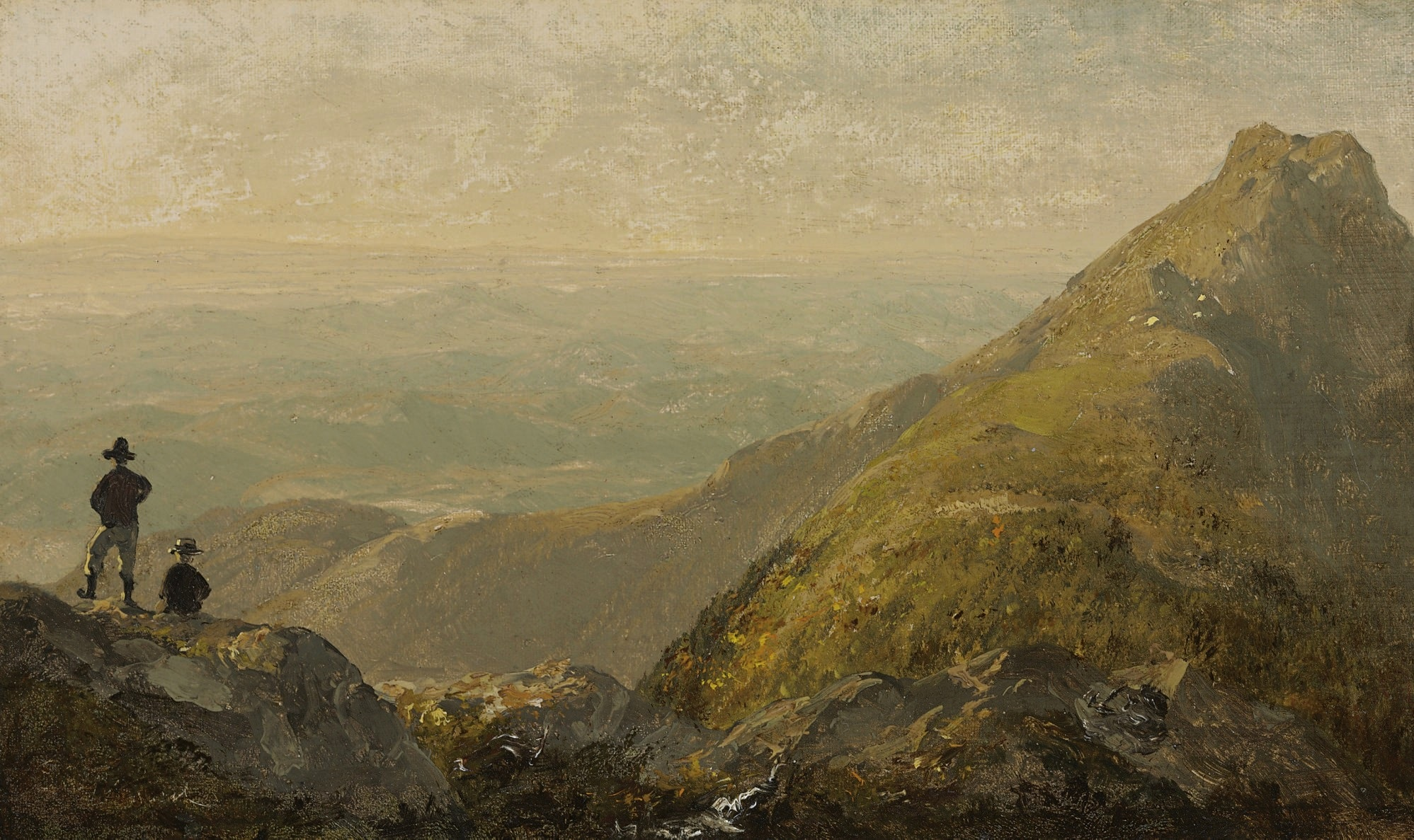
マンスフィールド山の風景 (1858) 個人蔵
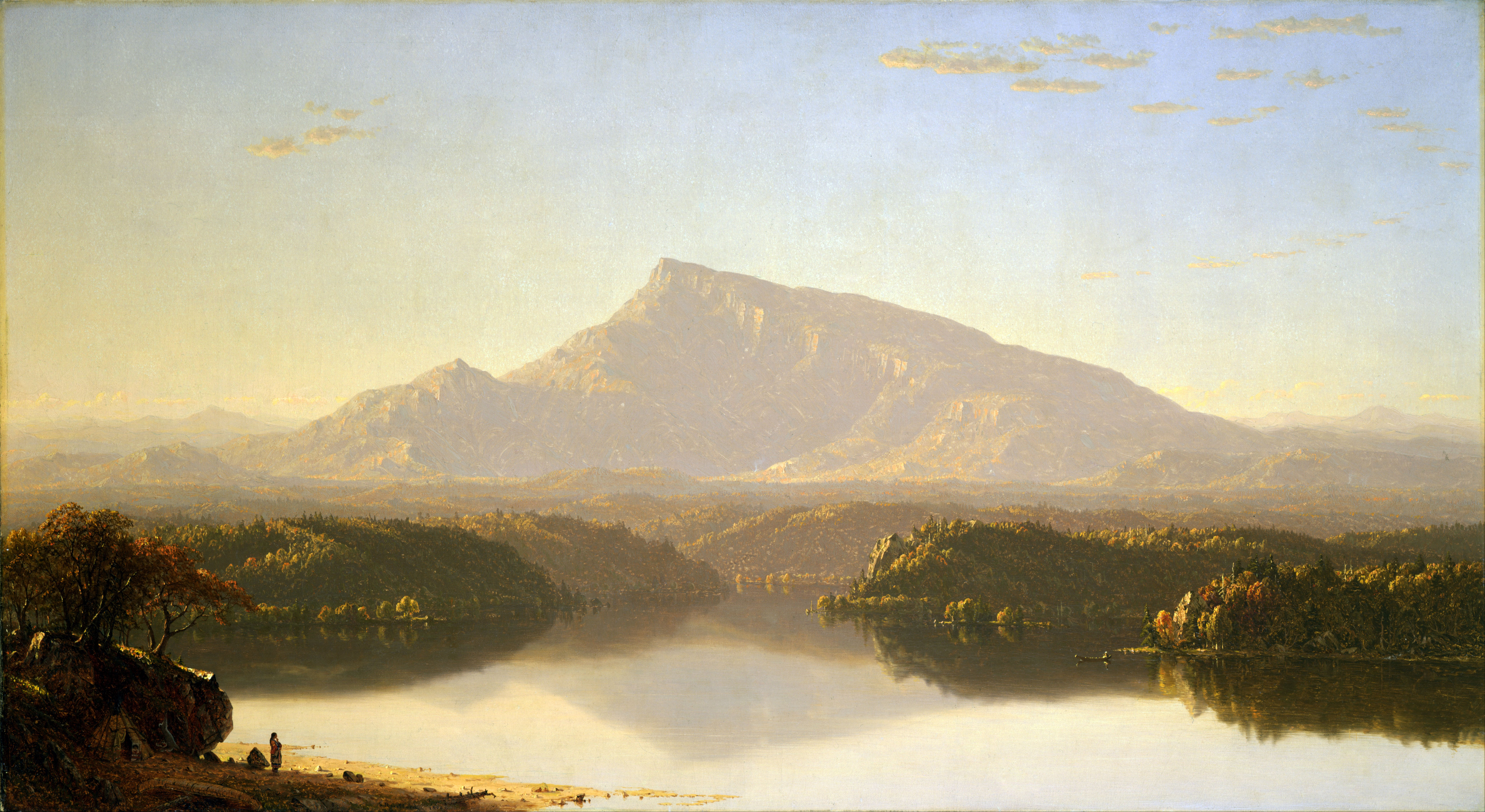
"Wilderness" (1860) トレド美術館
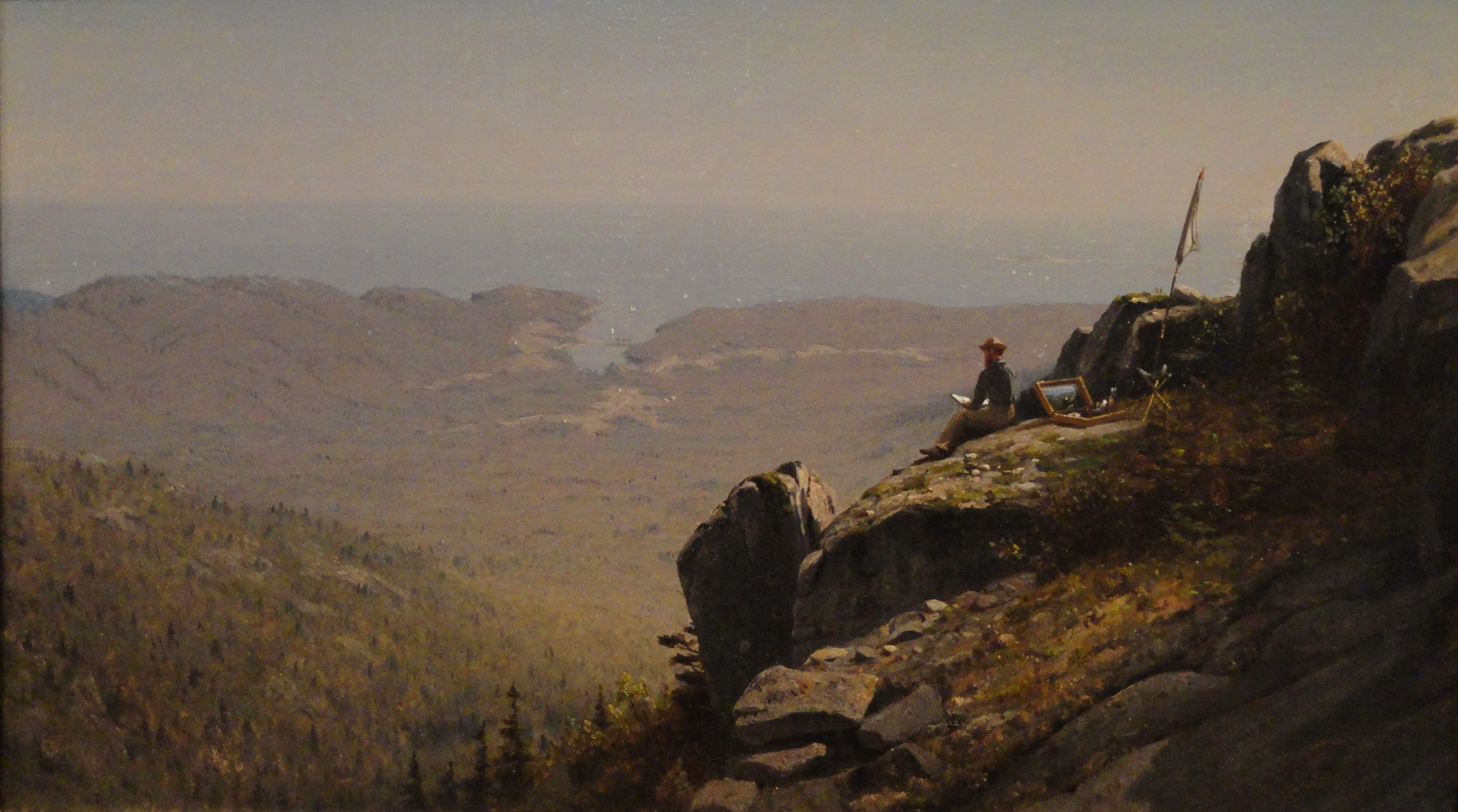
デザート山で絵を描く画家 (1864/1865) ナショナル・ギャラリー (ワシントン)

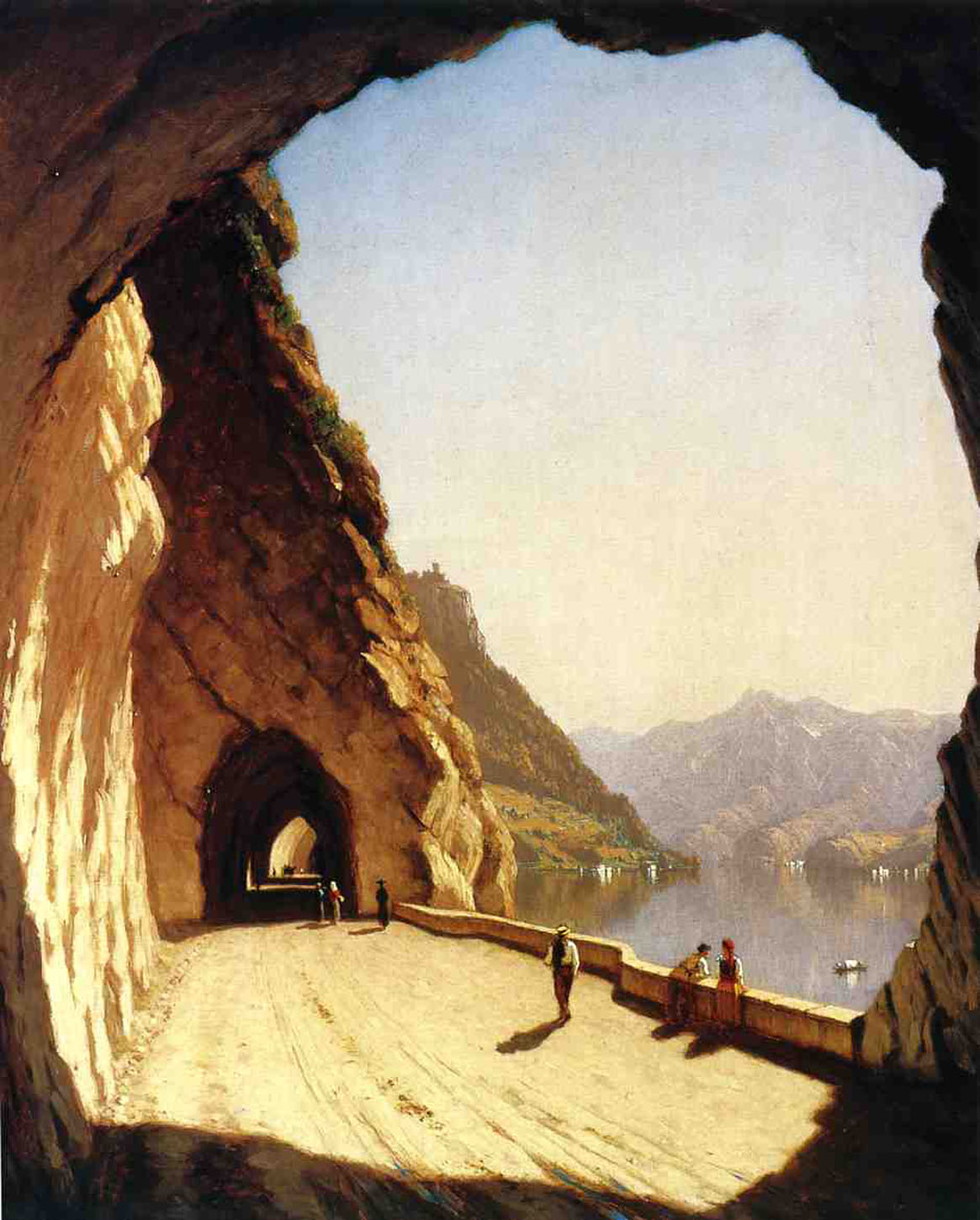
コモ湖 (1878)
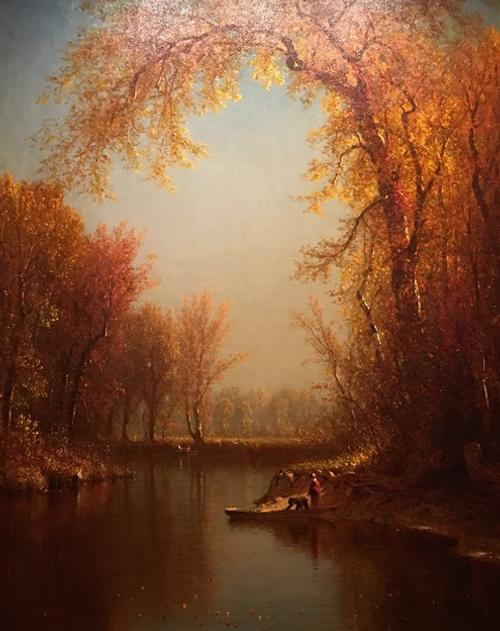
Claverack Creekの小春日和 (1899)
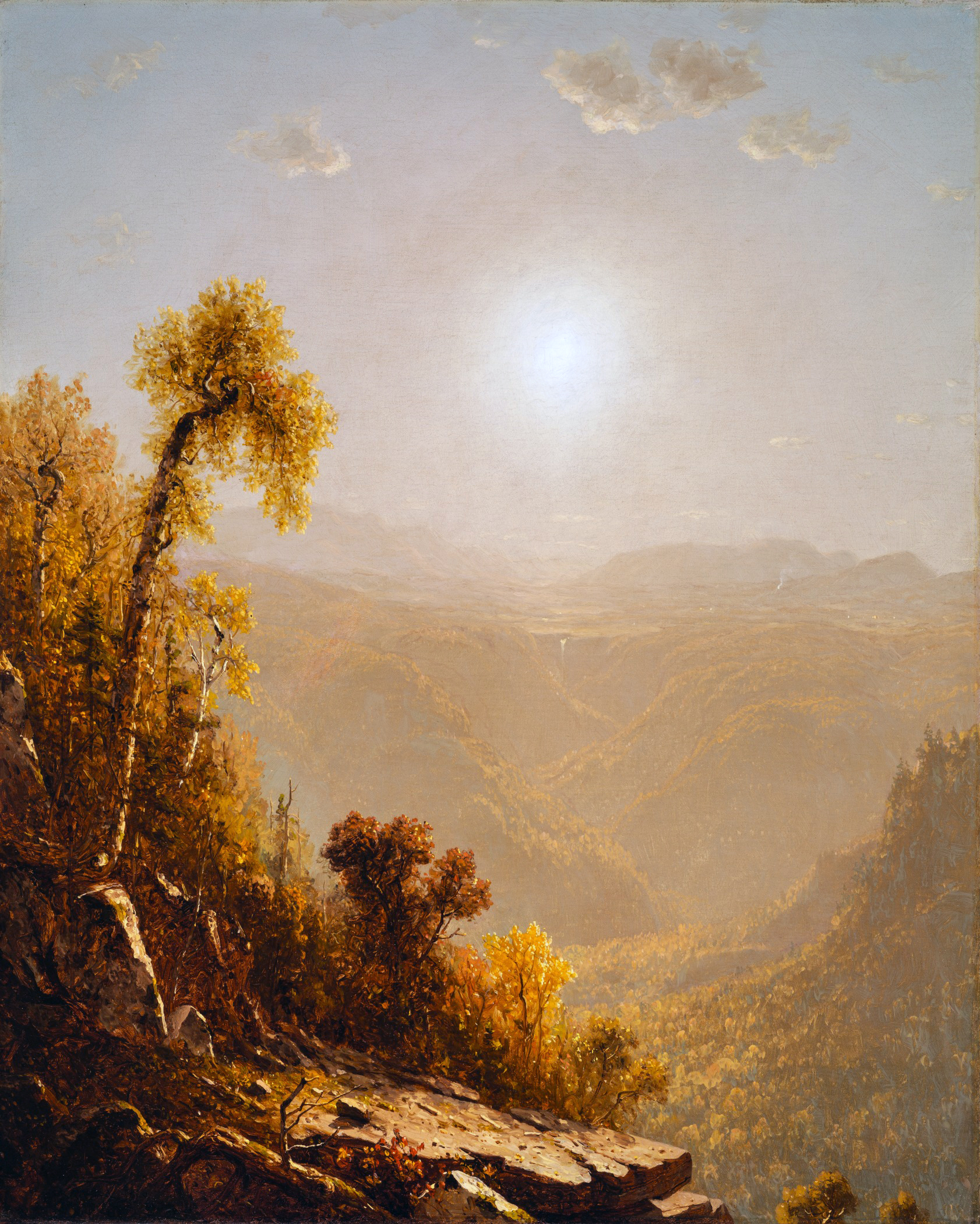
10月のキャッツキル山地 (1880) ロサンゼルス・カウンティ美術館
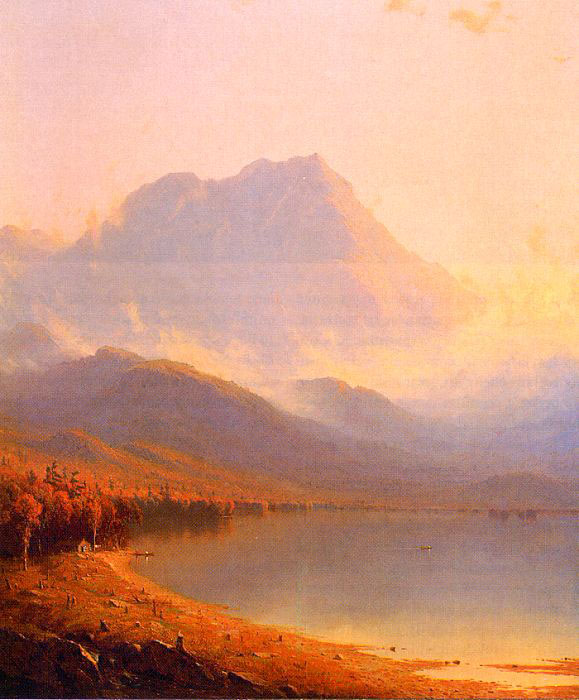
アディロンダック地域の朝